# Parafia Podwyższenia Krzyża Świętego w Wysiołku Luborzyckim
Parafia Podwyższenia Krzyża Świętego w Luborzycy – parafia rzymskokatolicka należąca do dekanatu Wawrzeńczyce archidiecezji krakowskiej. 
Parafia w Luborzycy powstała w 1222. Pierwszy, XIII-wieczny kościół został gruntownie przebudowany w 1433 przez Mikołaja Hińczowicza, rektora Akademii Krakowskiej.
Odpust parafialny odbywa się 14 września w święto Podwyższenia Krzyża Świętego.

## Kaplice na terenie parafii
- Kocmyrzów, kaplica św. Jadwigi Królowej (4 km od kościoła)
- Łuczyce, kaplica Najświętszego Serca Pana Jezusa (3 km od kościoła)
- Pietrzejowice, kaplica Narodzenia NMP (5 km od kościoła)
- Wilków, kaplica św. Otylii (4 km od kościoła)

## Miejscowości należące do parafii
Baranówka, Dojazdów (część), Goszyce, Kocmyrzów, Luborzyca, Łuczyce, Maciejowice, Marszowice, Pietrzejowice, Rawałowice, Wiktorowice (część), Wilków, Wola Luborzycka, Wysiołek Luborzycki